# Aslan Kerimov
Aslan Kerimov (en azéri : Aslan Kərimov), né le 1er janvier 1973 à Bakou en Azerbaïdjan, est un footballeur international azerbaïdjanais, devenu entraîneur à l'issue de sa carrière, qui évoluait au poste de défenseur. 
Il compte 80 sélections en équipe nationale entre 1994 et 2008.

## Biographie

### Carrière de joueur
Aslan Kerimov dispute 4 matchs en Ligue des champions, et 15 matchs en Ligue Europa.

### Carrière internationale
Aslan Kerimov compte 80 sélections avec l'équipe d'Azerbaïdjan entre 1994 et 2008. 
Il est convoqué pour la première fois par le sélectionneur national Agaselim Mirjavadov pour un match des éliminatoires de l'Euro 1996 contre la Pologne le 12 octobre 1994 (défaite 1-0). Il reçoit sa dernière sélection le 3 février 2008 contre le Kazakhstan (0-0).

## Palmarès
- Avec le Qarabağ Ağdam
  - Champion d'Azerbaïdjan en 1993
  - Vainqueur de la Coupe d'Azerbaïdjan en 1993, 2006 et 2009

- Avec le Kapaz Gandja
  - Champion d'Azerbaïdjan en 1999

- Avec le FK Shamkir
  - Champion d'Azerbaïdjan en 2001 et 2002